# Unggesztenyés
Unggesztenyés (korábban Iglincz, ukránul: Лінці) település Ukrajnában, Kárpátalján, az Ungvári járásban.

## Fekvése
Ungvártól keletre, Horlyó, Köblér és Oroszkucsova közt fekvő település. Átfolyik rajta a Sztára.

## Története
A település és környéke már az őskorban lakott hely volt.  Határában paleolit korból származó leletek kerültek felszínre.
1910-ben 700 lakosából 15 magyar, 112 német, 571 ruszin volt. Ebből 7 római katolikus, 581 görögkatolikus, 112 izraelita volt. A trianoni békeszerződés előtt Ung vármegye Szerednyei járásához tartozott.